# Johnny Lattner
Johnny Lattner (Chicago, 24 oktober 1932 – Melrose Park, 12 februari 2016) was een voormalig Amerikaans American football-running back. Hij speelde van 1950 tot 1953 College football voor de Universiteit van Notre Dame, waar hij in 1953 de Heisman Trophy won. Lattner speelde een seizoen in de NFL voor de Pittsburgh Steelers maar moest na een ernstige knieblessure stoppen met football.

## Universitaire carrière
Lattner speelde runningback voor de Universiteit van Notre Dame onder coach Frank Leahy van 1950 tot 1953. Hij won de Heisman Trophy in 1953 en won de Maxwell Award twee keer, in 1952 en 1953. In 1953 hadden de Irish een 9–0–1-record, ze eindigden onder Maryland in de laatste Associated Press-rankings. Lattner had 651 rushing yards (4,9 yards per poging) en scoorde negen touchdowns, hij ving 14 passes die 204 yards opleverden, Lattner had ook nog vier intercepties en scoorde twee touchdowns in 10 kickoff returns.
Lattner verscheen op de omslag van Time Magazine op 9 november 1953.

## Professionele carrière
In 1954 werd Lattner geselecteerd in de NFL draft door de Pittsburgh Steelers, hij speelde een seizoen voor de club, daarna ging hij werken voor de luchtmacht. daar liep hij tijdens een potje football een zware knie blessure op, dit weerhield hem ervan om ooit nog eens professioneel football te spelen. Lattners enige seizoen in Pittsburgh was een groot succes, hij had meer dan 1000 all-purpose yards aan offense en special teams. Als resultaat van deze prestaties werd hij gekozen om te spelen in de 1954 Pro Bowl.
Lattner werd gedurende de jaren 50 coach van de middelbare school St. Joseph's in Kenosha, Wisconsin en de Universiteit van Denver. Zijn trainerscarrière eindigde echter in 1961 toen Denver geen geld meer had om het footballteam te ondersteunen.
Lattner in 1979 toegelaten tot de College Football Hall of Fame.

## Latere leven
Lattner leefde de rest van zijn leven in Oak Park, Illinois.
In 1962, opende Lattner zijn eigen restaurant genaamd Johnny Lattner's Steakhouse in Chicago. Een brand in 1968 zorgde voor grote schade aan het restaurant en drie mensen stierven.  Lattners Heisman Trophy die in het restaurant stond, werd verwoest door de brand. Lattner stuurde een krantenartikel en 300 dollar naar de Downtown Athletic Club, zodat hij een nieuwe trofee zou ontvangen.
Vier jaar eerder had Lattner ook al te maken met een hevige brand. Toen hij naar huis reed in de vroege ochtend van 17 november 1963 zag hij dat er een appartement aan de west kant van Chicago in brand stond. Hij belde de brandweer en ging toen zelf het gebouw binnen. Lattner redde die dag minstens 40 mensen en een vijfjarig meisje. Hij opende enige tijd later een tweede restaurant in Marina City, dit restaurant sloot in 1972.
Lattner ging vaak met zijn Heisman Trophy naar tailgates en andere evenementen toe, mensen konden voor een paar dollar een foto met de trofee maken, het geld doneerde hij vervolgens aan een stichting.
Lattner had 25 kleinkinderen, een aantal van hun speelde football voor de Fenwick middelbare school. Zijn kleinzoon Robert Spillane, studeerde af in 2014 en speelt football voor de Western Michigan Universiteit. Een andere kleinzoon, Ryan Smith, studeerde ook in 2014 af van Fenwick en speelt football voor de Miami Universiteit.
Lattner stierf op 83-jarige leeftijd aan Mesothelioom op 12 februari 2016.